# Музика
«Музика» (рус. Музыка) — украинский музыкальный иллюстрированный научно-популярный журнал, освещающий вопросы музыкальной культуры Украины во всем разнообразии: историю искусства, творчество украинских композиторов и исполнителей разных жанров, фестивали, конкурсы, концерты, музыкальные представления, проблемы молодёжного искусства, образования, науки, музыкальной жизни украинской диаспоры и другое. Рассматривает теоретические и практические вопросы музыки, её развитие на территории страны, содержит материалы не только отечественных авторов, но и переводы статей зарубежных музыковедов.
«Музика» — был и остается единственным украинским государственным научно-популярным журналом по вопросам музыкальной культуры.

## История
Основан в 1923 году в Киеве, как печатный орган Музыкального общества имени Д. Леонтовича. Выходил в 1923—1925 гг. (ежемесячно в Киеве; в 1926 выходила «Українська музична газета» («Украинская музыкальная газета»), в 1927 (раз в 2 месяца, Киев и Харьков), в 1928—1930 — под названием «Музика — масам» («Музыка — массам») и 1931 — «Музика мас» («Музыка масс») (ежемесячно в Харькове).
В 1933—1934 и 1936—1941 издавался в Киеве (раз в 2 месяца) под названием «Радянська музика» («Советская музыка»), как орган Оргбюро Союза композиторов Украины.
С 1970 года журнал «Музика» выходил в Киеве (раз в 2 месяца), как орган Министерства культуры Украинской ССР, Союза композиторов Украины (ныне Национальный союз композиторов Украины), Музыкального общества УССР (теперь Всеукраинский национальный музыкальный союз).
Освещал вопросы музыкальной эстетики, истории и теории музыки, музыкальной педагогики, критики и др. В журнале с идеологических позиций печатались статьи с критикой буржазно-эстетической концепций музыкального искусства, публиковалась библиография, нотография, хроника музыкальной жизни, новые произведения украинских советских композиторов.
В разные годы с журналом сотрудничали выдающиеся украинские композиторы и музыковеды: Климент Квитка, Николай Гринченко, Михаил Вериковский, Николай Гордейчук и многие другие.
Главным редактором журнала с 1927 года был украинский композитор, музыковед, педагог и общественный деятель Филипп Козицкий.